# Oposição de Esquerda Internacional
A Oposição de Esquerda Internacional, sucessora da Oposição de Esquerda e precursora da Quarta Internacional, foi uma organização comunista bolchevique liderada por León Trotsky que visava inserir um debate acerca dos rumos da União Soviética e da revolução socialista defendida por esta.
Fez grandes esforços para não adotar uma linha sectária dentro do Partido Bolchevique, preferindo uma atuação oposicionista no seu interior. Isto se dava pelo fato de Trotsky acreditar na capacidade organizadora do Partido perante as massas trabalhadoras que conseguira arregimentar ao longo das revoluções russas do início do século XX.
Sua atuação no entanto perdeu força frente a corrente stalinista no que acabou sendo expulsa da Internacional Comunista passando a militar fora da União Soviética e, mais tarde, criando a IV Internacional na tentativa de regenerar o Estado Soviético que, segundo Trotsky, ainda era proletário, mas degenerado.